# 浅田麻実
浅田 麻実（あさだ まみ、1992年5月14日 - ）は、大阪府出身の気象予報士、防災士である。ウェザーマップ所属。

## 来歴
同志社中学校・高等学校、同志社大学社会学部メディア学科を卒業後、大学在学中に気象予報士の資格を取得し、2015年から2018年まで静岡朝日テレビでお天気キャスターとして活躍。その後、ウェザーマップに移籍し、関西テレビのニュース番組でお天気コーナーを担当している。

## 出演番組
静岡朝日テレビ（過去）
- とびっきり!しずおか

関西テレビ
- FNNプライムニュース デイズ（関西ローカルパート）
- FNN Live News days（関西ローカルパート）
2022年4月 - 2023年3月は天気予報の枠が縮小により一時降板していた。2023年4月からは天気予報の枠が拡大により復帰。
- 報道ランナー
片平敦が不在時の天気予報を担当。
- newsランナー
片平敦が不在時の天気予報を担当。
- LIVEコネクト!
毎月、最終土曜日の天気予報を担当。
- 旬感LIVE とれたてっ!
月曜日と火曜日の天気予報を担当。